# Manfred Bogusch
Manfred Bogusch (* 20. Juni 1939 in Peitz; † 19. August 2002 in Cottbus) war ein deutscher Fußballspieler. Für die Armeesportgemeinschaft Vorwärts Cottbus spielte er von 1965 bis 1972 in der DDR-Liga. 

## Sportliche Laufbahn
In seinem Geburtsort Peitz begann Manfred Bogusch ab 1949 organisiert Fußball zu spielen. Zuletzt spielte er bis 1960 bei der Betriebssportgemeinschaft (BSG) Traktor Peitz. Zur Saison 1961/62 wechselte er zur BSG Lokomotive Cottbus in die viertklassige Bezirksliga. 
Seine ersten Spiele in der zweitklassigen DDR-Liga bestritt Bogusch in der Saison 1965/66 für Vorwärts Cottbus. In den 30 Ligaspielen wurde er als Stürmer in 17 Begegnungen eingesetzt, in denen er sechsmal zum Torerfolg kam. In den folgenden fünf Spielzeiten war er stets Stammspieler in der Armeemannschaft. In den in dieser Zeit ausgetragenen 146 Ligaspielen der Cottbuser kam er 127-mal zum Einsatz und wurde 1967 und 1968 mit zehn bzw. sieben Treffern Torschützenkönig seiner Mannschaft. Als 32-Jähriger ging Bogusch in seine letzte DDR-Liga-Saison. 1971/72 wurde er nur noch in zwei Ligaspielen aufgeboten und konnte erstmals in seiner DDR-Liga-Laufbahn kein Tor erzielen. Nach 146 Ligaspielen und 38 Toren beendete Bogusch 1972 seine Laufbahn im höherklassigen Ligenbereich. Bis 1974 spielte er noch für die 2. Mannschaft von Vorwärts Cottbus in der Bezirksliga. 1973 hatte er bereits das Training des Nachwuchses der ASG Vorwärts übernommen. 